# Waterkrachtcentrale Gudenåen
De waterkrachtcentrale Gudenåen (Tangeværket of Gudenaacentralen a.m.b.a) is de grootste waterkrachtcentrale van Denemarken bij de plaats Tange.
Deze waterkrachtcentrale is in 1921 in gebruik genomen, en door het indammen werd het stuwmeer Tange gecreëerd. Het verval is tussen 8 tot 10 meter en het water loopt door de drie Francisturbines. 
Vlak naast de centrale bevindt zich een energiemuseum.

## Externe links

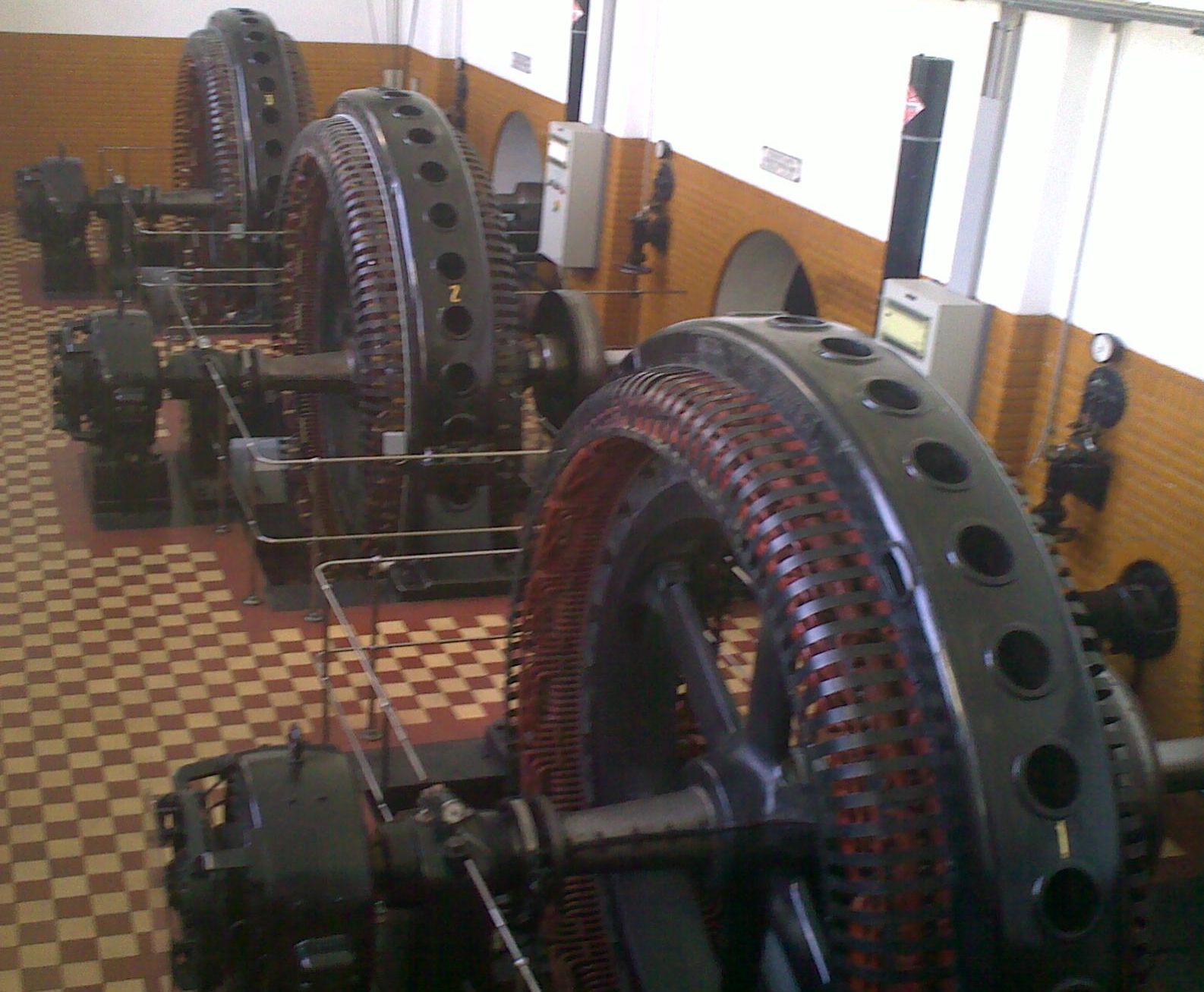
Machinehal van het energiemuseum.